# Cristo de los Favores

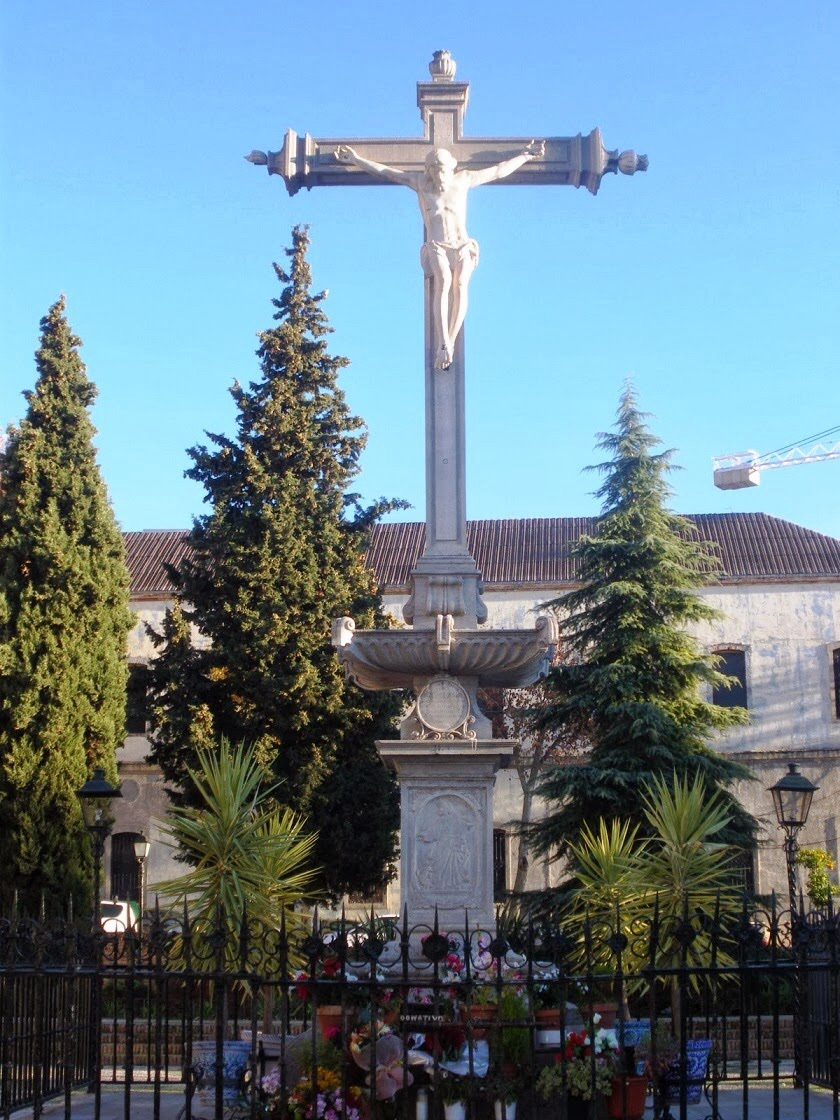

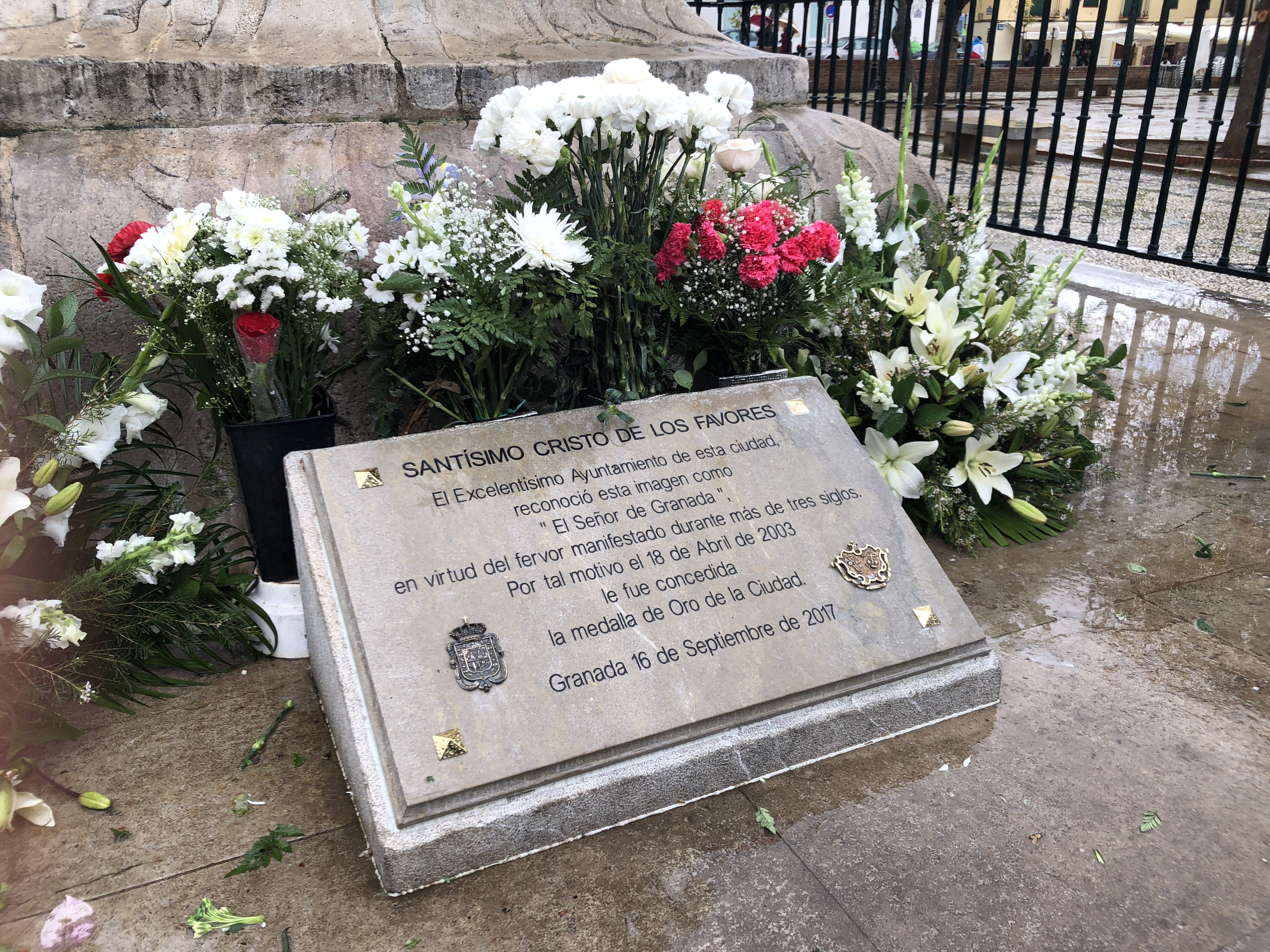
Placa del Ayuntamiento

El Santísimo Cristo de los Favores, cuya distinción honorífica fue concedida por la ciudad de Granada en el año 2003 con la medalla de oro de la ciudad.

## Historia
Fue en 1640 cuando los vecinos del Realejo costearon la construcción de una cruz monumental para ser colocada en una de sus plazas, una práctica devocional muy extendida en la Granada de la Edad Moderna.[cita requerida] Son muy numerosas las cruces que se elevaron entonces y que aún se conservan, que buscaban la sacralización del espacio público y urbano.[cita requerida]  Desde entonces se convirtió en una de las principales devociones, no sólo del populoso barrio de los “Greñúos”, donde ya había devociones asentadas desde antiguo como la del propio San Cecilio o la de la dominica Virgen del Rosario, sino de toda Granada.[cita requerida] Devoción cuidada y promocionada por la primitiva Hermandad del Cristo de los Favores durante todo el siglo XVIII, y continuada por la actual Hermandad desde 1928. 
La cronología de la elevación de esta Cruz y de sus avatares históricos se conocen por las diferentes inscripciones que rezan en la propia cruz o por documentos en los que aparece citada de manera indirecta. Es el caso de la fecha cuyo 375 aniversario se conmemoró en 2015, y que el cronista Henríquez de Jorquera hace mención en su Anales de Granada, escritos hacia 1646: 

En este año de 1640 los vecinos del Realexo alto desta ciudad de Granada pusieron una grandiosa cruz de piedra de alabastro muy labrada con su reja a la redonda de mucha costa con quatro faroles de las quatro esquinas de la reja que arden de dia noche; púsose todo a su costa de los vecinos debotos... Es una de las grandiosas obras desta ciudad
Henríquez de Jorquera

También gracias a un contrato conservado en el Archivo de Protocolos Notariales de Granada, donde consta que el herrero Juan de la Vega se obliga a construir una reja de hierro cuadrada para la cruz situada en la plaza del Realejo Alto y que debía estar concluida antes de abril de 1641. Este dato viene a confirmar la fecha de 1640 aportada por Jorquera como la de la construcción del monumento. 
Con motivo de un quinario en 1884, Maximiano Fernández del Rincón, por entonces canónigo lectoral en la Catedral de Granada y posteriormente obispo de Teruel y de Guadix, y fundador de la congregación de religiosas de la Presentación de Nuestra Señora, escribe un folleto en el que aporta una cuantiosa información, como señala el Gómez-Moreno Calera:

... la devoción fue creciendo y se instituyó una hermandad. Recibió el Santo Cristo el título harto significativo de los favores, porque serían muchos los que recibirían los devotos como recompensa de las oraciones elevadas al Cielo en aquel sitio. La Hermandad prosperó, y en los primeros años del siglo XVIII disponía de propiedades y poseía censos... Esta Cofradía, que radicaba en la parroquia de San Cecilio, no sólo cuidó de la Imagen principal, que es la misma que se venera en el expresado Campo del Príncipe, sino que tenía otra, bajo advocación idéntica, en una capilla de la mencionada parroquia, donde hacía celebrar todos los viernes el Santo Sacrificio de la Misa. Asimismo se celebraban dos funciones solemnes en cada un año, en los días de la Circuncisión del Señor y de la Exaltación de la Santa Cruz.

Fue la creación de esta Hermandad hacia 1680, junto al aumento de la devoción y la búsqueda de una ubicación que mejorara las condiciones para el culto, las que provocaron, dos años después en el año 1682, el trasladado del monumento al Campo del Príncipe desde la plaza del Realejo Alto, donde se ubicó la cruz en 1640. Esta plaza ocupaba aproximadamente el emplazamiento de la actual plaza de Fortuny, como se aprecia en la denominada Plataforma de Vico dibujada por el maestro de obras de la Catedral, Ambrosio de Vico y grabada por Francisco Heylan, tan sólo medio siglo antes de la construcción del monumento. Se trata del ensanche o plaza que aparece entre el edificio identificado con el número 15, que es el convento de Santa Catalina de Siena y el número 3 que es la desaparecida iglesia de Santa Escolástica.
La fecha del traslado en 1682, es conocida gracias a las inscripciones en el propio Monumento, como la que hay a los pies: “SE A/ CABO/ AÑO DE/ 1682”, o la del mástil central de la cruz: 

SV ILVS / TRISSIMA / CONZEDIO / A TODOS

LOS / Q RERESA [SIC] / REN VN PADE /
NVESTRO / I VN ABEM.ª / RIA 40 DI/ AS DE

IND / LVGENC /AS, / AÑO DE / 1682

La devoción al Señor de los Favores desde entonces se extiende a toda Granada,[cita requerida] como demuestra la amplia difusión que tuvo la imagen a través de grabados, como el fechado en 1788 conservado en el Museo Casa de los Tiros. Se trata del único monumento público de devoción, junto al de la Inmaculada del Triunfo que se reprodujo de esta manera.

## Iconografía
El monumento está configurado por una base de decoración vegetal a la que sigue una delicada urna en cuyas cuatro caras son representados los cuatro Evangelistas, en relieves de no demasiada calidad. Sobre ella una moldura con decoración geométrica al gusto del barroco inicial, que sirve de base a la cruz. Como elemento singular cabe señalar algunos restos de policromía, que evidencian el hecho de que la cruz hubiera sido policromada.
Es comúnmente aceptada la teoría de su construcción en dos momentos distintos fundamentalmente; el primero de ellos, el inicial corresponde a 1640 fecha en la que el estilo barroco en Granada aún no se ha desarrollado plenamente y por tanto se conservan algunas de las características propias del manierismo escultórico y de los inicios del naturalismo de la primera mitad del XVII. A este periodo se debe la construcción de la cruz y de la estructura que la soporta. El segundo periodo corresponde con el traslado de la escultura en el año 1682; en esta fecha debió de añadirse la escultura de Cristo, y algunas de las decoraciones. 
Tradicionalmente el conjunto había sido atribuido a Alonso de Mena, por comparación con la cruz erigida en el atrio de la ermita del Santo Sepulcro del Sacromonte donde concluía el Vía Crucis costeado por la Orden de Terciarios Franciscanos en 1636, también atribuida a Alonso de Mena. Ambas cruces tienen las mismas características en cuanto su composición con ligeras variantes como el orden del pedestal y la cornisa volada. Sin embargo y comparando las esculturas de los crucificados se aprecian notables diferencias. Se debe por tanto considerar el crucificado del Señor de los Favores como una obra de finales del siglo XVII, del mismo estilo de Mena, pero en este caso bastante más refinado y cercana a la escultura del hijo de Alonso, Pedro de Mena.[cita requerida]
Se trata de una escultura sencilla y no dada al exceso en detalles anatómicos, pese a ello denota un conocimiento del oficio escultórico. Citando de nuevo al profesor Gómez-Moreno Calera: 

Lo mejor quizá sea la cabeza que presenta una breve frente, ojos entreabiertos de cargados párpados, cejas leves, nariz corta pero fuerte, amplio y caído bigote, y barbilla que se divide en dos finos mechones, todo ello resuelto con severa dignidad y proporción que viene a ofrecer un bello rostro... Algo más toscos y pesados resultan el torso, en el que sólo quedan marcados con precisión el arco abdominal y la llaga semilunar del costado, y las piernas cruzadas, y con unas fuertes pantorrillas... La sujeción efectiva del Crucificado la ejercen dos grandes pernos también de bronce, que atraviesan el vertical de la cruz y sujetan el torso del Cristo por la espalda...

Sin embargo la imagen del monumento ha ido evolucionando desde el siglo XVII, concretamente hasta 1999, año en la que se lleva a cabo una profunda restauración que confiere al monumento su imagen actual. Esta evolución en el siglo XX gracias a la fotografía se puede advertir más fácilmente. 
El primero de los evidentes cambios es la eliminación de la corona de espinas, que estuvo al menos desde el siglo XVIII, como se aprecia en el grabado, y que acompañó la imagen del Señor de los Favores hasta su restauración en 1999, en la que fue retirada por motivos de conservación. También se aprecia como a los pies del Cristo hubo una pequeña pintura de la Virgen Dolorosa, hoy desaparecida. 
Históricamente son numerosos los testimonios que aseguran que nunca faltó ni luz ni flor al Señor de los Favores, el propio Henríquez de Jorquera alude a los faroles que le daban luz y a la gran devoción de los vecinos.[cita requerida] A lo largo del siglo XX se ha iluminado el monumento de distintas maneras, a tenor de las fotografías, aunque siempre han estado presentes los cuatro faroles de las esquinas de la reja, o próximos al monumento antes del pavimentado y cambios de nivel del Campo del Príncipe. En la fotografía de Torres Molina, junto a la cruz aparecen dos faroles, sobre soporte de hierro para lámparas de aceite, una tradicional iluminación que aún conservan sin uso cruces como la de la ermita del Santo Sepulcro, la de la Plaza de San Miguel Bajo o la de la Rauda, y que ya en los años setenta no acompañaba al Cristo de los Favores. En esta fotografía también se aprecia que en cada esquina de la cornisa de la moldura aparece un soporte con tres bombos que debieron estar alimentados eléctricamente y que también aparecen en el paso procesional construido a imagen del monumento en 1928-29. Estos soportes fueron sustituidos por cuatro simples faroles, que se aprecian perfectamente en la fotografía en la que aparece Machín, ya de los años setenta, en cada una de las esquinas de la cornisa y eliminados también durante la restauración, confiriendo al Cristo de los Favores la imagen que actualmente tiene.

## Referencias

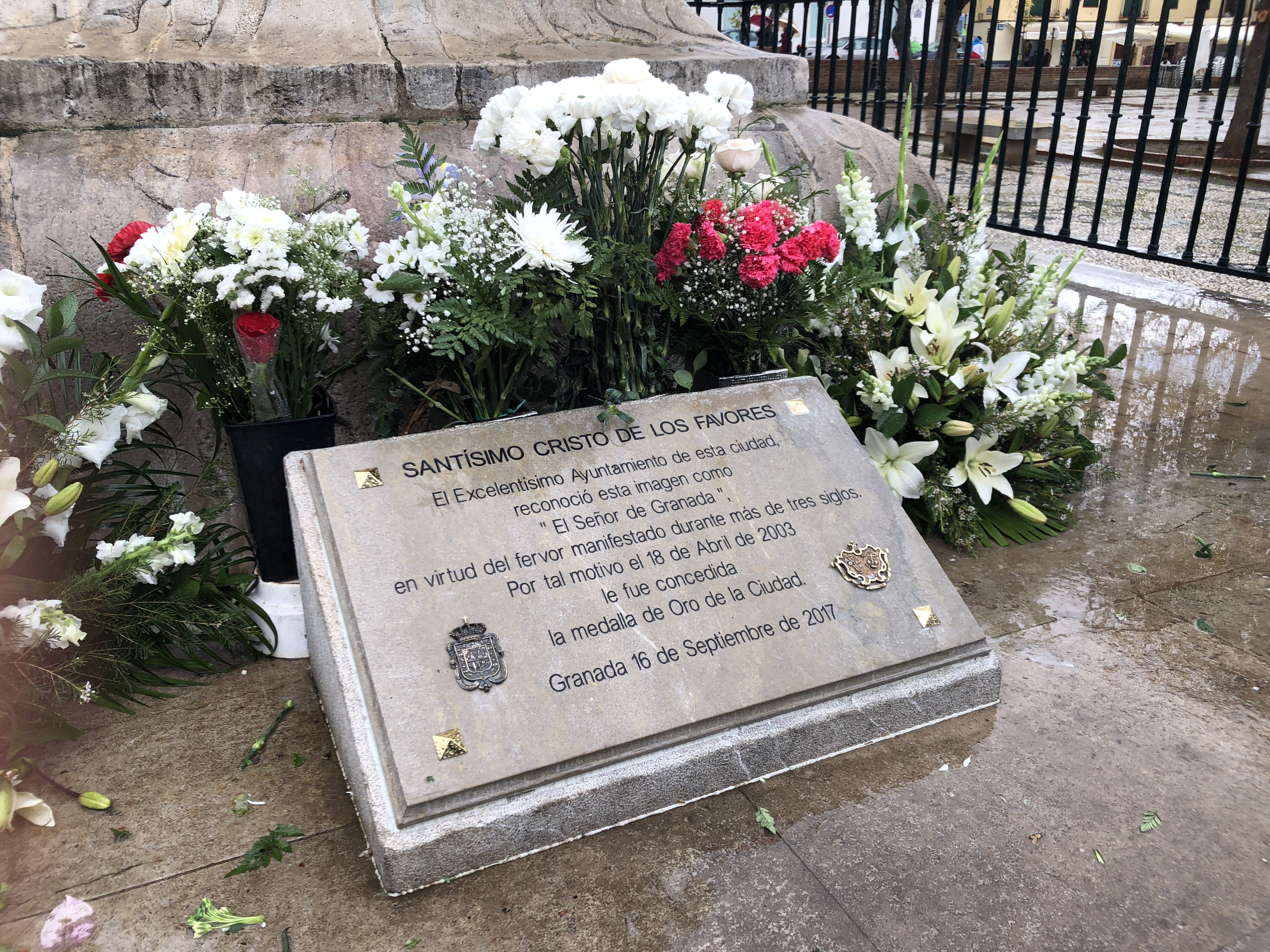
Cristo de los Favores